# 休閒城 (佛羅里達州)
休閒城（英語：Leisure City）是位於美國佛羅里達州邁阿密-戴德縣的一個人口普查指定地區。

## 地理
休閒城的座標為25°29′39″N 80°26′10″W / 25.49417°N 80.43611°W，而該地最高點為海拔高度2米（即7英尺）。

## 人口
根據2010年美國人口普查的數據，休閒城的面積為8.80平方千米，當中陸地面積為8.80平方千米，而水域面積為0.00平方千米。當地共有人口22162人，而人口密度為每平方千米2,518人。